# Asceles dipterocarpus
Asceles dipterocarpus är en insektsart som beskrevs av Thanasinchayakul 2006. Asceles dipterocarpus ingår i släktet Asceles och familjen Diapheromeridae. Inga underarter finns listade i Catalogue of Life.